# Al Santos

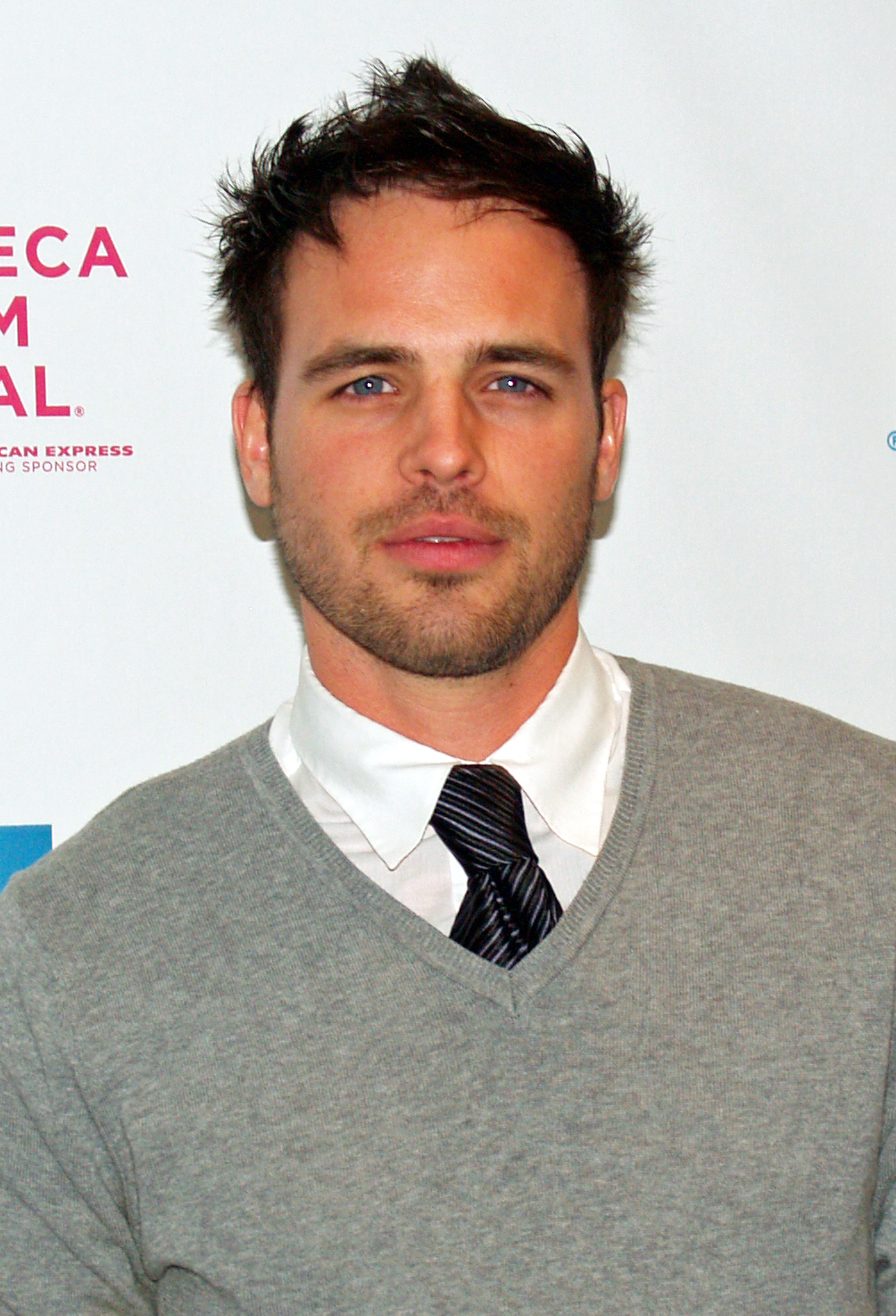
Al Santos, Tribeca Film Festival 2008

Alfredo Santos (* 13. Juli 1976 in New York City, New York) ist ein US-amerikanischer Schauspieler und ehemaliges Model.

## Leben
Al Santos studierte am CUNY Hunter College in Manhattan, New York, fünf Jahre lang Biologie und Medizin (pre-med) und hatte, als er das College ein Semester vor Beendigung des Studiums abbrach, einen Notendurchschnitt (GPA – Grade Point Average) von 3,5, was in etwa einer 1,2 in Deutschland entspricht.
Vor seiner Schauspielkarriere war Santos als Model tätig und bei der Ford Model Agency unter Vertrag. So lief er unter anderem für Versace, Armani, Valentino, Abercrombie & Fitch und Levi’s in Paris und London. Santos betreibt eine eigene Produktionsfirma namens StrongHold Production Inc. 2002 war er in einem Werbespot für Pringles zu sehen.
Santos hat zwei Schwestern und zwei Brüder, die ebenfalls modeln und schauspielern. Er hat brasilianische, portugiesische und irische Wurzeln.

## Filmografie
- 2000: Starlets (Grosse Pointe)
- 2001: That’s Life (Fernsehserie, Episode 2x09)
- 2003: Jeepers Creepers 2
- 2004: The Help
- 2006: Lost Signal
- 2006: Mustang Sally
- 2007: American Gangster
- 2007: Lost Signal
- 2007–2008: CSI: NY (Fernsehserie, zwei Episoden)
- 2008: Killer Movie